# End All Life Productions
End All Life Productions ist ein französisches Musiklabel, das auf Black Metal spezialisiert ist. Als Tonträger wird bevorzugt die Schallplatte ausgewählt, ein spürbarer Teil der Veröffentlichungen sind Neuauflagen.

## Veröffentlichungen (Auswahl)
- 1999: Judas Iscariot – 	Heaven in Flames
- 2000: Atomizer – The End of Forever
- 2000: Horna / Musta Surma – Horna / Musta Surma (Split)
- 2000: Moonblood – Taste Our German Steel!
- 2000: Sabbat – Sabbatical Magicrypt – French Harmageddon
- 2000: Tsjuder – Kill for Satan
- 2000: Watain – Rabid Death’s Curse
- 2001: Eternal Majesty / Temple of Baal – Unholy Chants of Darkness / Faces of the Void  (Split)
- 2001: Grand Belial’s Key – Judeobeast Assassination
- 2002: Antaeus – Cut Your Flesh and Worship Satan
- 2003: Mütiilation – Remains of a Ruined Dead Cursed Soul
- 2007: Winterblut: Das Aas aller Dinge
- 2010: Abigor – Time Is the Sulphur in the Veins of the Saint – An Excursion on Satan's Fragmenting Principle
- 2018: Deathspell Omega – Inquisitors of Satan